# Jeffries-Sharkey Contest
Jeffries–Sharkey Contest è un film documentario del 1899 diretto da William A. Brady e Tom O'Rourke. È considerato il film perduto più antico. Fu il primo film ad usare la luce artificiale.

## Descrizione
Documenta un incontro di pugilato di pesi massimi tra il pugile americano James J. Jeffries e il pugile irlandese Tom Sharkey.
L'incontro tra Jeffries e Sharkey durò 25 round e vinse Jeffries.
Le riprese vennero realizzate il 3 novembre 1899 al Coney Island Sports Club di Brooklyn. Il film venne prodotto dall'American Mutoscope e Biograph Co.